# Comté de Griggs
Le comté de Griggs est un des 53 comtés du Dakota du Nord, aux États-Unis. 
Siège : Cooperstown.

## Démographie
| 1890  | 1900  | 1910  | 1920  | 1930  | 1940  |
| ----- | ----- | ----- | ----- | ----- | ----- |
| 2 817 | 4 744 | 6 274 | 7 402 | 6 889 | 5 818 |

| 1950  | 1960  | 1970  | 1980  | 1990  | 2000  |
| ----- | ----- | ----- | ----- | ----- | ----- |
| 5 460 | 5 023 | 4 184 | 3 714 | 3 303 | 2 754 |

| 2010  | - | - | - | - | - |
| ----- | - | - | - | - | - |
| 2 420 | - | - | - | - | - |